# Парковая дорога
Па́рковая доро́га — улица в Печерском районе города Киева, местность Аскольдова могила. Пролегает от Петровской аллеи до Днепровского спуска и площади Андрея Первозванного.
Протяжённость улицы — 1,65 км.

## История
Парковая дорога известна со 2-й половины XIX века под названием Козловская улица, по имени домовладельцев Козловских (в частности, эта улица упоминается в документах 1881 года с обозначением расположенной вдоль неё усадьбы М. П. Козловского и дочери губернского секретаря А. Козловского). В 1915 году врач Козловский построил тут больницу для детей, больных полиомиелитом (со временем городская больница № 15, теперь также лечебное учреждение). Козловская улица занимала лишь часть современной Парковой дороги — от ступеней, которые вели к Мариинскому дворцу, и до бывших ступеней от Арсенальной площади. В 1940-е годы было проложено её продолжение под названием 81-я Новая улица, которая и получила в 1949 году современное название (как дорога сквозь парк Днепровские Склоны), а в 1963 году — объединена под этим же названием с улицей Козловской.

## Памятники архитектуры
На Парковой дороге находится бывшая больница для детей, больных полиомиелитом (дома № 3/5 и 7). Она принадлежала Обществу помощи хронически больным детям. Два корпуса больницы были возведены в 1903—1910 годах архитектором Артыновым на деньги известного филантропа Бродского.
По адресу Парковая дорога, 4 находится Зелёный театр, возведённый в 1949 году по проектам архитекторов А. В. Власова и А. И. Заварова, инженера Н. Пестрякова. В качестве составной части Зелёного театра была использована подпорная стена Новопечерской крепости.
В начале Парковой дороги находится Церковь святого Николая Чудотворца на Аскольдовой Могиле. Возведена архитектором А. И. Меленским в 1810 году, закрыта в 1936 году. В 1998 году церковь отстроили и передали Украинской Греко-Католической церкви.

## Транспорт
- Ближайшая станция метро — Арсенальная
- Автобусы 24, 62 (по улице Михаила Грушевского).

## Почтовый индекс
01021

## Географические координаты
Координаты начала 50°27′08″ с. ш. 30°32′04″ в. д.
Координаты конца 50°26′36″ с. ш. 30°33′05″ в. д.